# Molophilus (Molophilus) tetragonus
Molophilus (Molophilus) tetragonus is een tweevleugelige uit de familie steltmuggen (Limoniidae). De soort komt voor in het Palearctisch gebied.